# 我說的不對嗎
我說的不對嗎（英語：Ain't I Right）是美國歌手馬蒂·羅賓斯於1966年創作的歌曲。該歌曲創作於冷戰時期，當時正值越南戰爭期間，這首歌表達了對美國參與越戰的支持，並稱呼反戰抗議者為“共產主義者”。

## 歌曲內容
該歌曲具有明顯的反共主義傾向，在這首歌中，作者稱呼越戰反戰抗議者為“共產主義者”、“不戴帽子的大鬍子”、“雙面政客”以及“削弱國家的禍首”。同時，這首歌也對美國積極參與越南戰爭表示了支持，並支持南越對抗信奉共產主義的北越。

## 反響
該歌曲剛被創作出來的時候，由於其政治色彩及挑釁意味，因此被哥倫比亞唱片公司拒絕發行。儘管如此，還是有很多歌手對這首歌進行了翻唱，其中包括强尼·弗瑞德以及奧特里·英曼。